# Francisco Cerdán
Francisco Cerdán (Villena, 1709) fue médico, socio honorario de la Real Academia Médica Matritense y examinador del Real Tribunal del Protomedicato.

## Vida
Nacido en Villena (Alicante) a principios del siglo XVIII, estudió la carrera de medicina en la Universidad de Valencia (Estudio General) entre 1731 y 1735. Ya licenciado, encontró su primera plaza de médico en Montealegre del Castillo (Albacete), trasladándose luego a Hellín y, tiempo después, de vuelta a Montealegre del Castillo. Más adelante, se trasladó a Tobarra (también en la provincia de Albacete) y, finalmente, se estableció en Villena. Durante ese tiempo, alcanzó el puesto de examinador subdelegado del Real Tribunal del Protomedicato, institución de la Corona de Castilla encargada del oficio de la medicina y defensora de dicho oficio ante el intrusismo. Cerdán fue miembro asimismo a la Real Academia Médica Matritense y la Sociedad Médica de nuestra Señora de la Esperanza, llegando a formar parte incluso de la Academia Médica de Oporto. Conservó su puesto en Villena desde 1765 hasta 1764; ese año, a causa de algunas disputas con otros profesionales en las que se vio privado del apoyo del Ayuntamiento, acabó por trasladarse como médico titular a El Bonillo (Albacete). Nada más se sabe de su vida a partir de dicho momento.

## Obra
La obra científica de Francisco Cerdán se encuadra en el contexto del naturalismo hipocrático, tendencia que en ese momento iba sustituyendo las teorías del galenismo escolástico. Los temas tratados en sus libros abarcan desde las enfermedades mentales hasta las fiebres mesentéricas, pasando por la hidroterapia o la calentura héctica. Respecto a esta última, frecuentemente relacionada con la tuberculosis, Cerdán estuvo entre los primeros que establecieron su naturaleza contagiosa. Además, en diversas de sus obras médicas dedicó espacio también a cuestiones históricas de Villena. Sus principales obras publicadas son:
- Naturaleza triunfante y crisol de mesentéricas (1746)[1]
- Disertación physico-médica de las virtudes medicinales, uso y abuso de las aguas thermales de la villa de Archena, Reyno de Murcia, comunicada a la Real Sociedad Médica de Nuestra Señora de la Esperanza de la Corte y Villa de Madrid (1760).[3]
- Disertación médico-clínica-político-forense, por la que se manifiestan las principales materias en las que deben ser instruidos los practicantes de medicina antes de ejercer dicha facultad (1766).[1]